# クリストフ・ルヴォー
クリストフ・ルヴォー（Christophe Revault 、1972年3月22日 - 2021年5月6日）は、フランス・パリ出身のサッカー選手。ポジションはゴールキーパー。
フランスA'代表として2試合の出場歴がある。

## 経歴
ル・アーヴルACの下部組織出身でPSG戦でトップチームデビューを果たし、リーグの最優秀GK候補にノミネートされた。
PSGに移籍後はベルナール・ラマの控えとして過ごしたが、出番を欲してチームメイトだったポール・ル・グエンを頼りスタッド・レンヌに移籍した。
その後2000年にはトゥールーズFCに移籍し、正GKとしてプレーしたが2006年にファビアン・バルテズの加入を受けレンヌに復帰。シモン・ポプランの控えとして1シーズンを過ごした後、11年ぶりにル・アーヴルACに復帰。リーグ・ドゥ優勝に貢献し、2度目のリーグ・ドゥ最優秀GK賞を受賞した。
2010年に現役引退。引退後もル・アーヴルのスカウトとして残留した。2012年からはスポーツ・ディレクターとして活動していた。
2021年5月6日、ル・アーブルにある自宅ですでに亡くなった姿で発見された。死因は明らかではないが、地元メディアは突然死ではないかと報道している。49歳没。

## タイトル
| シーズン | チーム                 | タイトル                 |
| -------- | ---------------------- | ------------------------ |
| 1998     | パリ・サンジェルマンFC | クープ・ドゥ・ラ・リーグ |
| 1998     | パリ・サンジェルマンFC | クープ・ドゥ・フランス   |
| 2002-03  | トゥールーズFC         | リーグ・ドゥ             |
| 2007-08  | ル・アーヴルAC         | リーグ・ドゥ             |

## 所属クラブ
- ル・アーヴルAC 1992-1997
- パリ・サンジェルマンFC 1997-1998
- スタッド・レンヌ 1998-2000
- トゥールーズFC 2000-2006
- スタッド・レンヌ 2006-2007
- ル・アーヴルAC 2007-2010